# Walerija Musina
Walerija Aleksandrowna Musina (ros. Валерия Александровна Мусина; ur. 18 sierpnia 1987 w Moskwie) – rosyjska koszykarka występująca na pozycji rzucającej.

## Osiągnięcia
Stan na 3 maja 2017, na podstawie, o ile nie zaznaczono inaczej.
NCAA
- Uczestniczka turnieju NCAA (2005–2006)

Drużynowe
- Mistrzyni Polski (2013)
- Wicemistrzyni Polski (2011, 2012, 2014)
- Brązowa medalistka mistrzostw Polski (2017)[3]
- Zdobywczyni Pucharu Polski (2013)
- Finalistka Pucharu Polski (2014)
- Uczestniczka rozgrywek Euroligi (2011–2014)

Indywidualne
- MVP finałów PLKK (2013)
- Uczestniczka meczu gwiazd PLKK (2012, 2014)

Reprezentacja
- Mistrzyni Europy U–18 (2004)
- Uczestniczka:
  - mistrzostw Europy (2013 – 13. miejsce)
  - mistrzostw Europy U–16 (2003 – 6. miejsce)